# Élie Halévy (Dichter)
Élie Halévy, auch Élie Ḥalfan, Élie Chalfan und Élie Halfon-Halévy, ursprünglich: Elias Jakob Chalfan Levi (geboren um 1760 in Fürth bei Nürnberg; gestorben 5. November 1826 in Paris) war ein französischer Dichter und Autor.

## Leben
Elias Ḥalfan Levi wurde als Sohn des Rabbiners Jaakov Chalfan Levi in Fürth geboren. Sein genaues Geburtsjahr ist nicht belegt. Schon früh ging er nach Paris, wo er Kantor und Botschafter des jüdischen Consistoire von Paris wurde. Durch sein Wissen über den Talmud und sein poetisches Talent erwarb er die Hochachtung vieler französischer Studenten, besonders von dem bekannten Orientalisten Silvestre de Sacy. Sein erstes Gedicht war die Hymne Ha-Shalom, verfasst anlässlich des Friedens von Amiens; es wurde in der Synagoge von Paris, sowohl in Hebräisch als auch in Französisch, am siebzehnten Brumaire (das entspricht dem 8. November) 1801 gesungen. Das Gedicht wurde sehr vom evangelischen Pastor Marron gelobt. Im Jahre 1808 schrieb Halévy ein Gebet, welches anlässlich des Jahrestags der Schlacht bei Wagram vorgetragen wurde; 1817, mit Hilfe von einigen seiner Glaubensgenossen, gründete er die Wochenzeitung L'Israélite Français, welche jedoch nach zwei Jahren eingestellt wurde. Zu diesem Periodikum steuerte er einen bemerkenswerten Dialog mit dem Titel Socrate et Spinosa bei. Sein Limmude Dat u-Musar (Metz, 1820) ist ein religiöses Lehrbuch, zusammengestellt aus Texten der Bibel, versehen mit Kommentaren und einer französischen Übersetzung, sowie die Beschlüsse des Sanhedrin, das von Napoleon eingesetzt wurde. Halévy hinterließ zwei unveröffentlichte Werke: ein hebräisch-französisches Wörterbuch und einen Essay über Äsops Fabeln. Er schrieb die Fabeln Salomon zu und glaubte, dass der Name „Äsop“ eine Form von „Asaph“ ist.
Élie Halévy starb 1826 im Alter von 66 Jahren. Seine Söhne waren der französische Komponist und Musikpädagoge Fromental Halévy sowie der Schriftsteller Léon Halévy.

## Veröffentlichungen
- Instruction religieuse et morale à l'usage de la jeunesse israélite, 1820.